# Ibrahim Sultan
Abu l-Fatah Ibrahim Sultan o Sultan Ibrahim ibn Xah Rukh (persa: سلطان ابراهيم بن شاهرخ گوركاني) (26 d'agost de 1394 - Siraz, 3 de maig de 1435) fou un príncep timúrida, segon fill de Xah Rukh i net de Tamerlà, de nom complet de naixement Abu l-Fath Mirza Ibrahim Sultan Bahadur. La seva mare era una noble persa anomenada Gawharshad o Goharshad.

## Biografia
El 1394, estant a la plana d'Alatagh Tamerlà va saber del naixement d'un segon fills mascle de Shah Rukh, que fou Ibrahim Sultan, nascut l'1 de setembre de 1394 (el nom el va decidir Timur i va escollir el nomd'un fill propi que havia mort al poc de néixer deu anys abans -1384- i havia estat anomenat Ibrahim Sultan. Com habitualment el naixement es va celebrar amb donatius i amb un gran banquet.
El 1404, en la campanya de Gilan, Shah Rukh fou enviat a Kzelygaja amb l'exèrcit i es va fer acompanyar pel seu fill Ibrahim Sultan (que manava un cos de deu mil homes) així com per diversos amirs. Aquell mateix any 1404 en el kurultai iniciat el 16 de setembre de 1404 es va procedir al casament dels prínceps Ulugh Beg i Ibrahim Sultan, ambdós fills de Shah Rukh (que era un dels pocs prínceps que no havia anat al kurultai i havia restat al seu govern del Khurasan en part per una malaltia i en part per si convenia ajudar a mantenir el ordre a altres governs com l'Iraq Ajamita o l'Iraq Arabí); també altres prínceps es van casar a la mateixa celebració. Tamerlà va concedir a Ulugh Beg els governs de Taixkent, Sayram, Yenghi, Akhira i part del regne de Mogolistan fins a la Xina; a Ibrahim Sultan li va concedir el govern d'Andijan, Aksiket, Taraz i Kaixgar fins a Khotan
A la mort de Tamerlà el 27 de febrer de 1405 el taüt de Timur va travessar el riu Yaxartes en direcció a Samarcanda (dia 28). L'endemà es va fer una reunió de tots els amirs i notables i es va decidir que l'exèrcit restaria sota el comandament del príncep Ibrahim Sultan, que Timur havia escollit per acompanyar-lo al seu costat en l'expedició, i aniria a reunir-se amb les forces estacionades a Taixkent manades pel príncep Khalil Sultan ja que aquest príncep, que aleshores tenia 21 anys, era el més gran dels prínceps de l'expedició i al qual Ibrahim Sultan entregaria el comandament de les forces militars. Un consell de grans emirs administraria l'estat en les decisions corrents i anirien a la Xina per realitzar la campanya prevista. Després d'això la comitiva amb el taüt va seguir cap a Samarcanda dirigida per Khoja Yusef i Ali Kutxin; van arribar a Samarcanda ja de nit del dia 4 de març de 1405. Al matí a les 10 Ibrahim Sultan i els emirs van decidir sortir cap a la Xina. Van creuar el Sihun (Yaxartes) i van acampar a uns 5 km a la vora del riu Arje, a l'est d'Otrar, prop del pont de Kaldurma. Ibrahim Sultan va establir una tenda imperial que va ocupar i va hissar l'estendard imperial, com una mena de substitut de l'emperador; es van enviar missatgers a Khalil Sultan al campament de Taixkent i a Sultan Husayn, cap de l'ala esquerra de l'exèrcit, que era a Sabran (Àsia central), demanant la seva incorporació a l'exèrcit; tot l'exèrcit s'havia de trobar a Juklek, uns km a l'est d'Otrar. Sultan Husayn, cap de l'ala esquerra, no va fer cas a la petició; va llicenciar a l'exèrcit i amb mil homes va creuar el Sihun a Khujend i es va dirigir a Samarcanda. Els correus que l'havien anat a cridar, van aportar la noticia dels seus actes, que van deixar molt sorpresos als emirs, singularment a Xaikh Nur al-Din i Shah Malik. Els amirs van demanar al governador de Samarcanda, Shah Arghun, de no deixar-lo entrar a la ciutat; igualment es va alerta a Khalil Sultan a Taixkent i li demanaven anar amb les tropes cap al camp d'herbes d'Akar on podrien acampar perfectament. Ibrahim Sultan amb els amirs Nur al-Din i Shah Malik van sortir de la zona d'Otrar on eren, i ja no van marxar cap a la Xina sinó en direcció a Samarcanda. Però a Taixkent l'acció de Sultan Husayn va desfermar el pànic i el príncep Muhammad Umar i diversos amirs van decidir avançar-se a Sultan Husayn i proclamar emperador a Khalil Sultan a la pròpia Taixkent, sense consultar ni a altres amirs i princeps ni a les emperadrius. Quan Ibrahim Sultan, Xaikh Nur al-Din i Shah Malik van arribar a Samarcanda amb part de l'exèrcit, no se'ls va deixar entrar ja que el governador Shah Arghun havia pres partit per Khalil Sultan. El 14 de març de 1405 els prínceps Ulugh Beg i Ibrahim Sultan es van dirigir a Bukharà (on governava Hamza Barles) amb els amirs Nur al-Din i Shah Malik, però el 17 de març de 1405 Khalil Sultan entrava a Samarcanda i era reconegut emperador.
Ulugh Beg i Ibrahim Sultan van tornar a Khurasan (província mongola). L'amir Xaikh Nur al-Din que havia negociat amb Khalil Sultan els termes d'una pau amb Xah Rukh basada en que Khalil podria regnar al nord del Jihun, hauria de retornar els bens privats d'Ulugh Beg i Ibrahim Sultan amb els seus tresors i servidors que s'havien quedat a Samarcanda i la princesa Kanikha Begum seria enviada a Balkh amb el príncep Pir Muhammad ibn Jahangir amb una part del tresor de Tamerlà. Després van estar al costat del seu pare Xah Rukh (timúrida) . El 1407 quan Xah Rukh va anar cap al Mazanderan, Abu-l Fatah Ibrahim Sultan fou nomenat governador delegat d'Herat (naib), amb l'amir Nemdek com ajudant. A finals de febrer de 1409 va designar altre al seu fill Ibrahim Sultan com a governador delegat d'Herat amb l'amir Jalal al-Din Firuz Xah i l'emperador se'n va anar cap a Badghis (31 de març de 1409) A la tornada a Khurasan li va concedir el govern de Balkh i Tukharistan fins a la frontera de Kabul i de Badakhxan. Ibrahim el va anar a rebre el 1 de desembre a Andkhud. El 1412 va participar en una expedició a Badakhxan, però es va aturar a Keixhem. El 1414 l'emperador va concedir el govern general de l'Iraq Ajamita a Ibrahim Sultan, amb seu a Esfahan.
Ibrahim Sultan es convertí en governador de Fars després de la derrota de Iskandar ibn Umar Shaykh (vegeu l'article Iskandar ibn Umar Shaykh) i la mort del governador designat inicialment, Midrab Bahadur. En aquesta posició (en la qual va estar mes de 20 anys fins a la seva mort), l'any següent va haver d'enfrontar-se a la rebel·lió del seu cosí Baykara, que governava a Hamadan, que va derrotar a Ibrahim Sultan en una batalla prop de Siraz i va capturar la ciutat. Ibrahim Sultan va fugir a Abarkuh, però el seu pare va reconquerir Shiraz el desembre de 1415 i va sufocar la rebel·lió de Baykara, restablint el govern del seu fill a la regió (vegeu article Baykara). Ibrahim va governar la província fins a la seva mort el 1435.
El seu govern va ser pacific excepte l'any 1420 quan va haver de participar en l'expedició de Xah-Rukh a l'Azerbaidjan contra Kara Yusuf dels kara koyunlu en la qual Giyath al-Din Baysonghor ibn Shah Rukh va arribar a ocupar Tabriz temporalment (21 de novembre de 1420. El 1421 va anar al Khuzestan, que va conquerir. Ibrahim va tenir un paper significatiu en la derrota d'Iskandar Kara Koyunlu (1421 - 1438) a la batalla de Salmas el 17 de setembre de 1429
Fou un mecenes de les arts i les lletres. Va ser un cal·lígraf notable que va escriure de puny i lletra no menys de cinc alcorans de gran qualitat conservats durant segles a una habitació al Qurān Gate a Siraz fins que el 1937 foren portats al Museu Parsi de Shiraz on encara resten; un dels Alcorà fou escrit en dos volums en cal·ligrafia naskh sent acabada l'obra el juny de 1427; cada pàgina està decorada profusament als marges en or i colors, sent un notable exemple de l'art timúrida de l'època. No sols va destacar com a cal·lígraf sinó també com a col·leccionista de llibres i mecenes; estricte observant en matèria religiosa, va escriure diverses inscripcions religioses a dues madrasses que va fundar a Shiraz. es diu que va restaurar la mesquita d'Atiq, però que just acabar la tasca fou altre cop arruïnada per un terratrèmol.
Va morir el 1435

## Família
Ibrahim Sultan era el segon fill de Xah Rukh (timúrida) . Va tenir cinc germans (Ulugh Beg, Jan Oghlan, Ghiyath al-Din Baysunghur, Kutb al-Din Muhammad Txuqi i Soyurghatmix, dels quals només Ulugh Beg era mes gran).
Es va casar amb quatre dones: Mihr Sultan Agha (filla d'Alu Chuhra Sariktash); Fatima Sultan Agha (filla d'Amirak Kutxin); Jahan Begi Agha (filla d'Abdullah Taifi) i Begi Sultan Agha (filla de Bayazid Sywish). Va deixar quatre fills, un de cada dona: Sultan Abd Allah Mirza, Sultan Ishaq Mirza, Sultan Muhammad Mirza i Ismail Mirza; aquest darrer va morir jove, uns tres anys abans que el seu pare. Només el primer, nascut el 19 de març de 1433 un any després de la mort del seu germà petit i dos anys abans de la mort del seu pare, va tenir rellevància. Va deixar també dues filles: Rukaya Beghi Begum (amb Mihr Sultan Agha) i Zainab Sultan Begum (amb Fatima Sultan Agha). A la mort d'Ibrahim el territori de Fars va seguir dins dels dominis globals de Xah-Rukh que el mateix any 1435 en va donar el govern al fill Abd Allah ibn Ibrahim quant només tenia dos anys sent més tard governador de Samarcanda (1450-1451).
Esposes o concubines
- Mihr Sultan Agha, filla d'Alu Xuhra Sariktax;
- Fatima Sultan Agha, filla d'Amirak Kutchin o Qauchin;
- Jahan Begi Agha, filla d'Abdullah Taifi;
- Begi Sultan Agha, filla of Bayazid Sywix;

* Amb Fatima Sultan
- - Sultan Ishaq Mirza
  - Zainab Sultan Begum
- Amb Hahan Begi
  - Sultan Muhammad Mirza
- Amb Begi Sultan
  - Ismail Mirza
- Amb Mihr Sultan
  - Sultan Abdallah Mirza
  - Ruqaiya Begi Begum